# Erythrolamprus triscalis
Erythrolamprus triscalis — вид змій родини полозових (Colubridae). Ендемік Кюрасао.

## Поширення і екологія
Erythrolamprus triscalis є ендеміками острова Кюрасао в групі Підвітряних островів в Карибському морі. Вони живуть в чагарниках і лісах.

## Збереження
МСОП класифікує цей вид як такий, що перебуває під загрозою зникнення. Erythrolamprus triscalis загрожує знищення природного середовища і полювання.